# Daniel Baldi
Daniel Baldi (Colonia del Sacramento, 23 novembre de 1981) és un exfutbolista, entrenador i escriptor uruguaià.
Nascut en el departament de Colònia, es va mudar a Montevideo per jugar a futbol. Té més de 15 llibres editats. Ha jugat a clubs com: Plaza Colonia, Peñarol, Cerro, Danubio (2007) i Cruz Azul de México (2003), Nueva Chicago de Buenos Aires (2004), Mineros de Veneçuela (2006) i Treviso de Italia (2007).
Els llibres de Mi Mundial i La Botella F.C., van ser publicats a Uruguai, Perú, Argentina, Paraguai i Mèxic. Des 2016, és director de l'organització no governamental gestionada per futbolistes uruguaians de tot el món Fundación Celeste.
Està en parella amb Martina Gadea i són pares de tres fills, un anomenat Salvador Baldi.

## Llibres
- 2006, La Botella F.C.
- 2007, La Botella F.C. ¡La 10 a la cancha!
- 2007, El desafío de la montaña
- 2008, La Botella F.C. La 11 se la juega
- 2009, La Botella F.C. El salto a los 12
- 2010, La Botella F.C. El desafío final
- 2010, Mi Mundial. (pròleg de Diego Lugano)
- 2011, El súper Maxi del gol (Alfaguara, 2011)
- 2012, Los mellis (pròleg de Alejandra Forlán)
- 2013, Entre dos pasiones
- 2014, Mi Mundial 2 (pròleg de Diego Lugano)
- 2014, Elige tu propio penal
- 2015, Estadio lleno
- 2016, El muro.[4]
- 2016, Kate, la beba, la niña
- 2016, Una historia no tan de fútbol (pròleg de Darwin Desbocati).[5]
- 2017, El doble
- 2018, El Rey.
- 2019, Los visitantes.[6]